# アドルフ・クレミュー

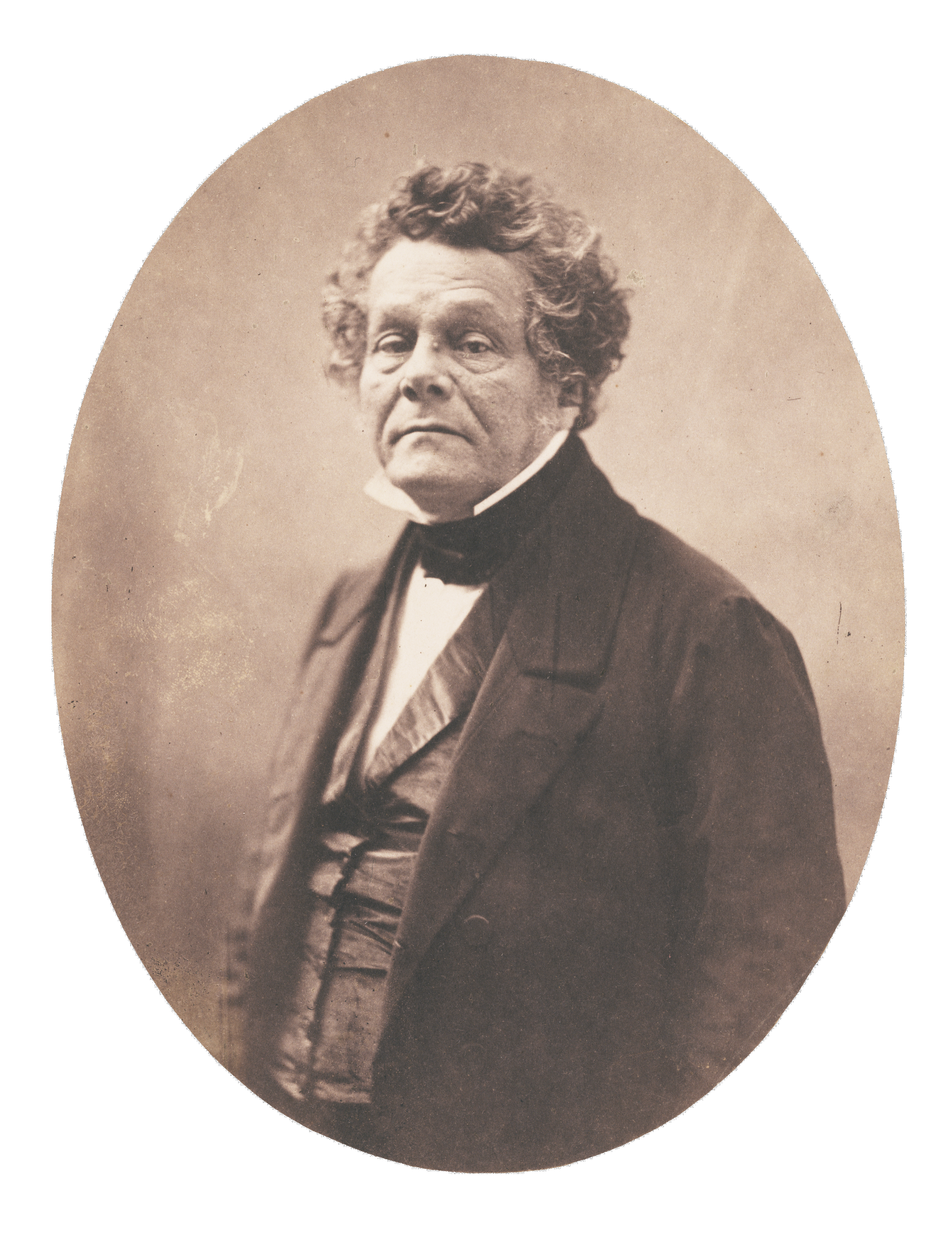
アドルフ・クレミュー

アドルフ・クレミュー（Adolphe Crémieux、1796年4月30日 – 1880年2月10日）フランス系ユダヤ人で弁護士で政治家である。
彼は血の中傷に対するユダヤ人の立場の改善に尽力したことからユダヤ人の擁護者と呼ばれた。

## 生涯
1796年4月30日フランス・ニームで裕福なユダヤ人の家に生まれた。
1830年のフランス7月革命の後、彼はルイフィリップ王と共にパリに来てミシェル・ネイ元帥の名誉回復など多数の人物を弁護した。
1842年に政党の副総裁に選ばれると党の活動のために活躍した。
彼は最初はナポレオン3世を支持していたが、ナポレオン3世の野心を感じて離反し1851年12月2日に逮捕された。
1869年11月に釈放されると1870年9月4日にフランス司法省法務大臣に就任、普仏戦争の敗戦による政府崩壊などがあり1871年2月14日に同僚と共に辞任した。
1875年には上院議員に就任する。
1840年にダマスコで起きた血の中傷にまつわる事件ではフランスのユダヤ人使節団の団長としてエジプトに赴き、事件を解決した。